# Deutsche Meisterschaften im Freiwasserschwimmen 2005
Die Internationalen Deutschen Meisterschaften im Freiwasserschwimmen fanden vom 24. bis 27. Juni 2005 in Strausberg, Städtische Badeanstalt auf einem 1.250 m langen Rundkurs im Straussee statt. Sie wurden vom Deutschen Schwimm-Verband veranstaltet und vom KSC Strausberg ausgerichtet. Der Wettkampf diente gleichzeitig als Nominierungswettkampf für die Schwimmweltmeisterschaften 2005 in Montreal und für die Junioren-Europameisterschaften 2005.
| Disziplin        | Männer               | Männer          | Männer    | Frauen          | Frauen                | Frauen    |
| Disziplin        | Name                 | Verein          | Zeit      | Name            | Verein                | Zeit      |
| ---------------- | -------------------- | --------------- | --------- | --------------- | --------------------- | --------- |
| 5 km Freiwasser  | Thomas Lurz          | SV Würzburg 05  | 0:54:08,7 | Britta Kamrau   | SC Empor Rostock 2000 | 1:01:14,3 |
| 10 km Freiwasser | Toni Franz           | SC DHfK Leipzig | 1:54:00,2 | Gina Mohr       | Swim-Team Elmshorn    | 2:04:32,0 |
| 25 km Freiwasser | Alexander Studzinski | SV Würzburg 05  | 5:10:28,3 | Stefanie Biller | Wacker Burghausen     | 5:38:56,5 |